# Sciapode

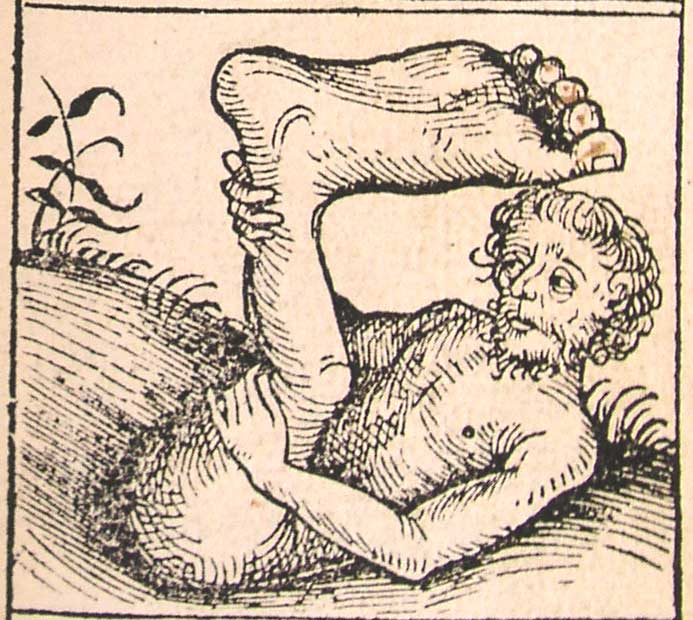
Uno sciapode. Dalle Cronache di Norimberga (1493).

Gli sciapodi (σκιάποδες — dal greco σκιά "ombra" e ποὑς "piede") o monopodi sono esseri mitologici dotati di una sola gamba e di un solo enorme piede, che si supponeva abitassero l'India.
Con questo termine s'indicavano in epoca greca (ad esempio in Alcmane, ma anche in Erodoto) alcuni leggendari abitanti dell'India caratterizzati da un solo enorme piede, col quale all'occorrenza essi si sarebbero fatti ombra.

## Storia

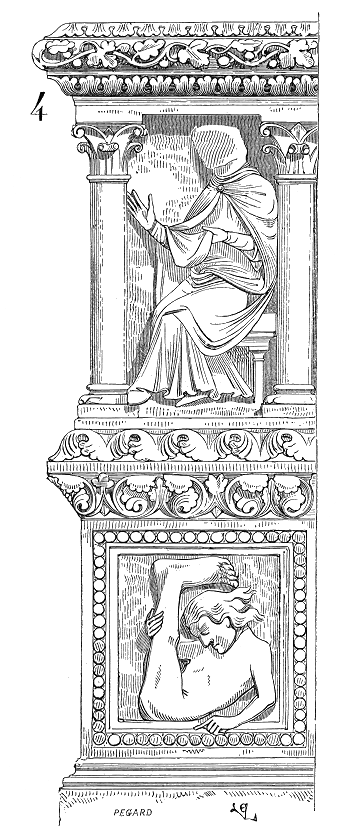
Schizzo di un bassorilievo con uno sciapode (in basso), cattedrale di Saint-Étienne a Sens

I monopodi compaiono nella commedia di Aristofane Gli uccelli, come vicini di casa di Socrate, eseguita per la prima volta nel 414 a.C. 
Sono menzionati da Plinio il Vecchio nella sua Naturalis historia, un trattato naturalistico, in cui attribuisce a Ctesia la loro prima descrizione nel suo libro Indika (India), un resoconto basato sulle storie portate in Persia dai commercianti che percorsero la via della seta da Seri. Plinio li descrive in questo modo:
(Plinio il Vecchio, Naturalis historia)
Filostrato cita i monopodi nella Vita di Apollonio di Tiana, e crede che vivano in India e in Etiopia e chiede al saggio indiano Iarchas della loro esistenza.
Sant'Agostino (354–430) li menziona nel sedicesimo libro della città di Dio, e afferma che non è sicuro dell'esistenza di tali creature.
In epoca medievale di essi si parla nei vari libri di storia, di geografia antropica o di zoologia e nei bestiari, particolarmente ricchi di esseri mostruosi e comunque straordinari che avrebbero abitato zone poco conosciute della Terra. Come, ad esempio:
(Isidoro di Siviglia, Etymologiae)
La Mappa di Hereford, disegnata tra il 1276 e il 1283, mostra uno sciapode su un lato del mondo, così come nella mappa del mondo disegnata da Beato di Liébana.

## Nella cultura di massa
- Nella saga di Erik il Rosso, il gruppo di Thorvald Eriksson viene attaccato da un uomo con un piede solo.
- Degli Sciapodi compaiono anche nel libro di C. S. Lewis, Il viaggio del veliero.
- Umberto Eco, conoscitore delle letterature medievali, cita sciapodi, blemmi, panozi ed altre creature fantastiche nei romanzi Baudolino e Il nome della rosa.